# Lacawac
Lacawac ist ein historisches Anwesen in Paupack Township und Salem Township, Wayne County, Pennsylvania, Vereinigte Staaten.
Sie wurde 1979 in das National Register of Historic Places aufgenommen.

## Geschichte und architektonische Merkmale
Die Gebäude dieses historischen Anwesens, das 1903 als Sommerresidenz für den Kongressabgeordneten William Connell (1827–1909) erbaut wurde, sind im Stil des Adirondack Great Camp gestaltet. Sechs der acht ursprünglichen Gebäude sind noch erhalten, darunter das Haupthaus, eine Scheune, ein Quellhaus, ein Pumpenhaus, die Kutscherhütte und ein Eishaus.
Das Haupthaus ist ein 2 1⁄2-stöckiges Fachwerkhaus mit einem Kreuzgiebeldach. Es verfügt über eine zweistöckige Veranda und ist innen mit südlicher Gelbkiefer getäfelt.
Nach dem Tod von Connell im Jahr 1909 wurde das Anwesen von Louis Arthur Watres als Sommerhaus genutzt.
Im Jahr 1966 wurde das Gelände an eine gemeinnützige Organisation veräußert und dient seitdem als Naturschutzgebiet, ökologische Feldforschungsstation und öffentliche Umweltbildungseinrichtung.
Es wurde am 9. August 1979 in das National Register of Historic Places aufgenommen. Der Lacawac-See wurde 1968 als nationales Naturdenkmal ausgewiesen.